# Antoni Julià
Antoni Julià (en llatí Antonius Julianus) va ser un amic i contemporani d'Aule Gel·li, que el descriu com un mestre públic d'oratòria i l'elogia per la seva eloqüència i pel seu coneixement de la literatura antiga.
Es va dedicar també als estudis gramaticals, que va recollir a l'obra Commentarii, llibre actualment perdut.